# Bālendar
Bālendar (persiska: بالندر) är en ort i Iran.   Den ligger i provinsen Khorasan, i den nordöstra delen av landet, 700 km öster om huvudstaden Teheran. Bālendar ligger 1 482 meter över havet och antalet invånare är 264.
Terrängen runt Bālendar är kuperad.Runt Bālendar är det ganska tätbefolkat, med 185 invånare per kvadratkilometer. Närmaste större samhälle är Pīveh Zhan, 14,7 km sydväst om Bālendar. Omgivningarna runt Bālendar är i huvudsak ett öppet busklandskap.